# 相模経済新聞社
相模経済新聞社（さがみけいざいしんぶんしゃ）は、日本の新聞社。

## 概要
神奈川県相模原市・大和市をエリアに地方紙『相模経済新聞』を月3回発行している。読者は地域内居住・生活者から大手企業や都市・地方銀行、中堅・中小からベンチャー企業、行政関係者および政治家まで、幅広く地域のオピニオンリーダーに読まれている。また、経済だけでなく政治・文化・スポーツなども充実している。

## 相模経済新聞
- 創刊：1971年9月1日（『旬刊さがみ』として[1]）
- 紙面内容：産業・工業・サービス業、地域、行政、政治、文化情報等
- 発行日：毎月1日、10日、20日（月3回）
- 紙面体裁：ブランケット判6 - 8頁（特集・新年号増頁）
- 購読料：年間11,880円（半年6,600円）・1部売り210円[2]